# Anna-Maria Zimmermann
Anna-Maria Zimmermann, née le 14 décembre 1988 à Gütersloh, est une chanteuse allemande.

## Biographie
Anna-Maria Zimmermann est le plus jeune d'une famille de trois enfants. À cinq ans, sa mère envoie une cassette vidéo à l'émission Mini Playback Show  qui l'invite à chanter Oma, du verstehst mich nicht. Elle prend plus tard des cours de chant et apprend à jouer des claviers, du piano et de la flûte.
En automne 2005, elle parvient à faire partie du casting final de Deutschland sucht den SuperStar et finit à la sixième place.
En octobre 2007, Zimmermann sort son premier single Der erste Kuss avec le groupe Jojos. En 2008, elle signe son premier contrat avec Universal qui publie son second titre Wer ist dieser DJ? qui atteint la 66e place des ventes allemandes. En 2009, elle signe avec EMI. Elle sort un troisième single, 1000 Träume weit (Tornerò), reprise du succès du groupe italien I Santo California en 1975. En janvier 2010, Hurra wir leben noch est une reprise de Milva en 1983.
Le 23 juillet 2010, sort Frei sein, premier extrait de l'album Einfach Anna! qui sera publié le 10 décembre. Depuis 2008, elle se produit souvent à la discothèque "Bierkönig" à Majorque et à la télévision.
Le 24 octobre 2010, Anna-Maria Zimmermann, son manager et un assistant prennent un hélicoptère du type Robinson R44 pour aller à une discothèque et recevoir un Ballermann-Award. Au moment d'atterir à Altenbeken, l'engin chute brutalement d'une dizaine de mètres. La chanteuse a de nombreuses blessures et fractures graves. Elle est opérée à plusieurs reprises. À la suite de cet accident, elle perd l'usage de son bras gauche et porte depuis une attelle,.
Anna-Maria Zimmermann fait son retour sur la scène en juin 2011. En janvier 2012, elle sort le single Leben puis l'album Sternstunden en 2013.

## Discographie
Singles
- 2008: Wer ist dieser DJ?
- 2009: 1000 Träume weit (Tornerò)
- 2009: Hurra wir leben noch
- 2010: Frei sein
- 2011: 100.000 leuchtende Sterne
- 2012: Freundschaftsring
- 2014: Nur noch einmal schlafen
- 2017: Himmelblaue augen
- 2017: Scheiß egal
- 2017: Verheddert

Albums
- 2010: Einfach Anna!
- 2012: Hautnah
- 2013: Sternstunden
- 2015: Bauchgefühl
- 2017: Himmelblau
- 2018: Sorgenfrei

## Source de la traduction
- (de) Cet article est partiellement ou en totalité issu de l’article de Wikipédia en allemand intitulé « Anna-Maria Zimmermann » (voir la liste des auteurs).